# Tamsulosin
Tamsulosin (rINN) (/[invalid input: 'icon']tæmˈsuːl[invalid input: 'ɵ']s[invalid input: 'ɨ']n/ hay /tæms[invalid input: 'ʉ']ˈloʊs[invalid input: 'ɨ']n/) là một loại thuốc điều trị tiểu khó, một triệu chứng phổ biến của tuyến tiền liệt bị phình to. Tamsulosin, và các phương pháp điều trị y học khác nằm trong nhóm chất chẹn alpha (alpha blocker), có tác dụng làm cho các cơ ở cổ bàng quang và các sợi cơ tuyến tiền liệt thả lỏng, từ đó giúp dễ tiểu tiện hơn.